# أمين بسيوني
أمين إبراهيم بسيوني (1933 - 24 أبريل 2016) رئيس الإذاعة المصرية الاسبق ورئيس مجلس الأمناء الاسبق وعضو اتحاد الكتاب ونقابة المهن السينمائية والمهن التمثيلية وهما عدة مناصب في جمهورية مصر العربية من مواليد عام1933 مركز قويسنا بمحافظة المنوفية جمهورية مصر العربية .

## الدرجة العلمية
حصل أمين بسيوني على ليسانس آداب في قسم اللغة إنجليزية عام 1955 من جامعة القاهرة.

## المناصب التي تقلدها[1]
1. تولى منصب رئيس قطاع الإذاعة في الفترة من 6 مارس 1988 حتى 7 نوفمبر 1991.
2. رئيس مجلس الأمناء أتحاد الإذاعة والتليفزيون في الفترة من 8 نوفمبر 1991 وحتى 13 ديسمبر 1996

## الخبرات الوظيفية[1]
بدأ حياته العملية مذيعاً بصوت العرب. ثم رئيس مجلس الأمناء في الفترة من 8 نوفمبر 1991 وحتى 13 ديسمبر 1996 . 
ثم عضو اتحاد الكتاب ونقابة المهن السينمائية والمهن التمثيلية و قام بأعمال إذاعية في ميدان الدراما والبرامج الثقافية والمنوعات والبرامج السياسية.